# Test de divergència
En matemàtiques, el test de divergència del terme n-èsim o test del tèrme és un test simple per avaluar la divergència d'una sèrie infinita:
- Si {\displaystyle \lim _{n\to \infty }a_{n}\neq 0}, llavors {\displaystyle \sum _{n=1}^{\infty }a_{n}} divergeix.

Aquest test en general no té cap nom específic que l'identifiqui.
A diferència dels tests de convergència que són més potents, el test del terme no pot demostrar per si sol que una sèrie convergeix. En particular, la inversa del test no és verdadera; tot el que es pot afirmar és que:
- Si {\displaystyle \lim _{n\to \infty }a_{n}=0,} llavors {\displaystyle \sum _{n=1}^{\infty }a_{n}} pot ser convergent o no.

La sèrie harmònica és un exemple clàssic d'una sèrie divergent tal que els seus termes tendeixen a zero. La sèrie del tipus p, 
{\displaystyle \sum _{n=1}^{\infty }{\frac {1}{n^{p}}},}
és un exemple dels possibles resultats del test:
- Si p = 0, llavors el test del terme indica que la sèrie és divergent.
- Si 0 < p ≤ 1, els resultats del test del terme no són concloents, i, en aquest cas, la sèrie és divergent.
- Si 1 < p, els resultats del test del terme no són concloents, i, en aquest cas, la sèrie és convergent.

## Demostració
El test en general es demostra en la seva forma contrapositiva:
- Si {\displaystyle \sum _{n=1}^{\infty }a_{n}} convergeix, llavors {\displaystyle \lim _{n\to \infty }a_{n}=0.}

### Manipulació del límit
Si s n  són les sumes parcials de la sèrie, llavors la suposició que la sèrie convergeix implica que 
{\displaystyle \lim _{n\to \infty }s_{n}=s}
per a algun nombre s. Llavors
{\displaystyle \lim _{n\to \infty }a_{n}=\lim _{n\to \infty }(s_{n}-s_{n-1})=s-s=0.}

### Criteri de Cauchy
La suposició que la sèrie és convergent vol dir que satisfà el test de convergència de Cauchy: per a cada {\displaystyle \varepsilon >0} existeix un nombre N tal que
{\displaystyle |a_{n+1}+a_{n+2}+\ldots +a_{n+p}|<\varepsilon }
és vàlid per a tot n > N i p ≥ 1. Fent p =1 s'obté la definició inicial
{\displaystyle \lim _{n\to \infty }a_{n}=0.}

## Abast
La versió més simple del test del terme és aplicable a les sèries infinites de nombres reals. Les dues demostracions indicades prèviament, en basar-se en el criteri de Cauchy o a la linealitat del límit, són per tant vàlides també en tot espai vectorial normat.